# Symphonie no 3 de Pijper
Pour les articles homonymes, voir Symphonie nº 3.
La Symphonie no 3 (K. 71) de Willem Pijper a été composée en 1926.

## Histoire de l'œuvre
Elle est dédiée au chef d'orchestre Pierre Monteux. Ce dernier la crée à Amsterdam, le 28 octobre 1926.
Elle consiste en un seul mouvement, accompagné au piano obligato.
La fin de la symphonie porte une citation en latin de Virgile : « Flectere si nequeo superos, Acheronta movebo », qui explicite l'objectif du compositeur : arriver à émouvoir Achéron, le dieu-fleuve des enfers.
C'est la symphonie la plus connue de Willem Pijper.

## Discographie
- L'orchestre symphonique de la BBC dirigé par Pierre Monteux (BBC Legends).
- L'orchestre royal du Concertgebouw dirigé par Eduard van Beinum avec Clifford Curzon au piano (Decca).